# Teleocichla
Teleocichla – rodzaj słodkowodnych ryb okoniokształtnych z rodziny pielęgnicowatych (Cichlidae).
Występowanie: Ameryka Południowa

## Klasyfikacja
Gatunki zaliczane do tego rodzaju:
- Teleocichla centisquama Zuanon & Sazima, 2002
- Teleocichla centrarchus Kullander, 1988
- Teleocichla cinderella Kullander, 1988
- Teleocichla gephyrogramma Kullander, 1988
- Teleocichla monogramma Kullander, 1988
- Teleocichla preta Varella, Zuanon, Kullander & López-Fernández, 2016
- Teleocichla prionogenys Kullander, 1988
- Teleocichla proselytus Kullander, 1988
- Teleocichla wajapi Varella & Moreira, 2013